# Petar Katalinić
Petar Katalinić (Split, 1844. – Split, 13. veljače 1922.), hrvatski političar, narodnjak i poduzetnik. Bio je član i predsjednik splitske Trgovačko-obrtničke komore i splitski načelnik (1897. – 1899.).
Rodio se u splitskom ogranku trogirske obitelji Katalinić. Njegov otac Vicko (1809. – 1877.) doselio se početkom 19. stoljeća u Split, gdje je otvorio papučarsku radnju. Petrova majka bila je Jacinta ud. Bernardi. Imao je troje braće i sestra, od kojih je poznat narodnjak Anđeo Katalinić (1834. – 1896.), čiji je sin Vinko (1857. – 1917.) također bio načelnik Splita (1911. – 1912. i 1913. – 1914.). Bio je oženjen Luigiom Savo s kojom je imao osmero djece.
Kada je 1882. na općinskim izborima u Splitu pobijedila Narodna stranka, Petar Katalinić je izabran za vijećnika u prvoj hrvatskoj općinskoj upravi pod predsjedanjem načelnika Dujma pl. Rendića-Miočevića. Godine 1885. za mandata načelnika Gaje Bulata, postao je prvi prisjednik pa je vodio općinske poslove kad je načelnik bio odsutan.
Niz godina bio je član općinske sanitarne komisije, a dugo je godina bio i član Trgovačko-obrtničke komore. Godine 1889. imenovan je počasnim vicekonzulom kraljevina Švedske i Norveške, a nakon bratove smrti 1896., privremeno je vodio i grčku konzularnu agenciju.
Na općinskim izborima 1897. postavljen je za gradskog načelnika i na toj funkciji ostao je oko dvije godine. Kada je 1899. izabrana nova općinska uprava odbio je načelnički položaj zbog bolesti, pa je na tu funkciju izabran Vinko Milić.